# 後藤隼平
後藤 隼平（ごとう じゅんぺい、1980年7月5日 - ）は、日本の漫画家、講師、YouTuber。東京都出身。

## 概要
2004年、『僕は君が好き』で「週刊少年サンデーまんがカレッジ」佳作を受賞する。2006年『週刊少年サンデー超』に読み切り作品『宇宙の記号』が掲載されデビューする。2009年から『クラブサンデー』において写真を題材にした恋愛/SF作品である『銀塩少年』を連載開始、翌2010年、掲載誌が『週刊少年サンデー超』に移籍され（クラブサンデーにも並行掲載）単行本全4巻が刊行された。
2012年、「電子書籍出版結社」であるGPubを設立し、RGBフルカラーイラストと文章による絵本作品を「イラブ」（語源は「イラストブック」）と名付けて、翌2013年2月、その第1弾であるKindleアプリ作品『金魚ガールズ』を刊行した。
また、GPubを始めるに当り、ペンネームの表記を後藤隼平から正式にごとう隼平に改めた。

## 略歴
- 2004年 - 『僕は君が好き』で「週刊少年サンデーまんがカレッジ」9・10月期佳作受賞。
- 2006年 - 『週刊少年サンデー超』に『宇宙の記号』を読切掲載。
- 2008年 - 『週刊少年サンデー超』にて、『ナツメノコイ』を読切連載。
- 2009年4月10日 - 『クラブサンデー』にて『銀塩少年』を連載開始。
- 2010年 - 『銀塩少年』終了後、アシスタントのロクロウと『ロクロウポッドキャスト!』をスタート。
- 2012年 - 「電子書籍出版結社」であるGPubを設立。
- 2012年 - GPub第1弾作品『金魚ガールズ』刊行。

## 作品リスト

### 連載
- 銀塩少年（『クラブサンデー』2009年4月10日 - 2010年12月10日、『週刊少年サンデー超』2010年3月号 - 2010年12月号） - 単行本全4巻。

### 読み切り
- 宇宙の記号（『週刊少年サンデー超』2006年11月25日号）
- ナツメノコイ（『週刊少年サンデー超』2008年5月24日号）

### 絵本
- 『金魚ガールズ』（GPub、2012年2月7日） - 電子書籍。Kindleアプリ作品。

## 師匠
- 畑健二郎 - 畑の作品『ハヤテのごとく!』でアシスタントを担当していた。また、同作品に登場するカメラの知識は後藤から得たものである。